# دانشگاه دبرتسن
دانشگاه دبرتسن (مجاری: Debreceni Egyetem) دانشگاهی واقع در شهر دبرتسن، دومین شهر بزرگ مجارستان است. این دانشگاه قدیمی‌ترین نهاد اجرای مداوم در آموزش عالی در مجارستان از سال ۱۵۳۸ است. ارائۀ دروس به زبان انگلیسی از سال ۱۹۸۶ آغاز شده و تقریباً ۵٬۶۰۰ دانشجوی بین‌المللی در دانشگاه مشغول به تحصیل هستند.

## ساختار

### دانشکده‌ها
دانشکده زراعت و اصلاح نباتات
دانشکده هنر
دانشکده موسیقی
دانشکده پزشکی
دانشکده دندان پزشکی
دانشکده داروسازی
دانشکده بهداشت عمومی
دانشکده علوم اقتصادی
دانشکده انفورماتیک
دانشکده حقوق
دانشکده علم و صنعت
دانشکده مهندسی
دانشکده آموزش کودکان و بزرگسالان

### پردیس‌ها
هر دو پردیس دانشگاه در دبرتسن قرار دارند. پردیس بزرگ‌تر و قدیمی‌تر میزبان گروه‌های هنر، علم، انفورماتیک، پزشکی، موسیقی و همچنین باغ گیاه‌شناسی و پردیس جدید دارای دانشکده‌های حقوق و اقتصاد است. واحدهای کوچکتر متعددی نیز در سراسر شهر گسترش یافته، برای مثال گروه فیزیک و مؤسسه تحقیقات هسته‌ای.

### کتاب‌خانه
کتابخانه دانشگاه دبرتسن بزرگ‌ترین کتابخانه دانشگاهی در مجارستان، و یکی از دو کتابخانه ملی کشور است. بزرگ‌ترین مجموعه در کتابخانه (بیش از ۲٬۷۰۰٬۰۰۰ سند) شامل کتاب‌ها و مجلات محدود شده‌است. مجموعه دوره‌های دیجیتال نیز شامل بیش از ۲۷٬۰۰۰ نشریه دوره‌ای است.

## رتبه‌بندی

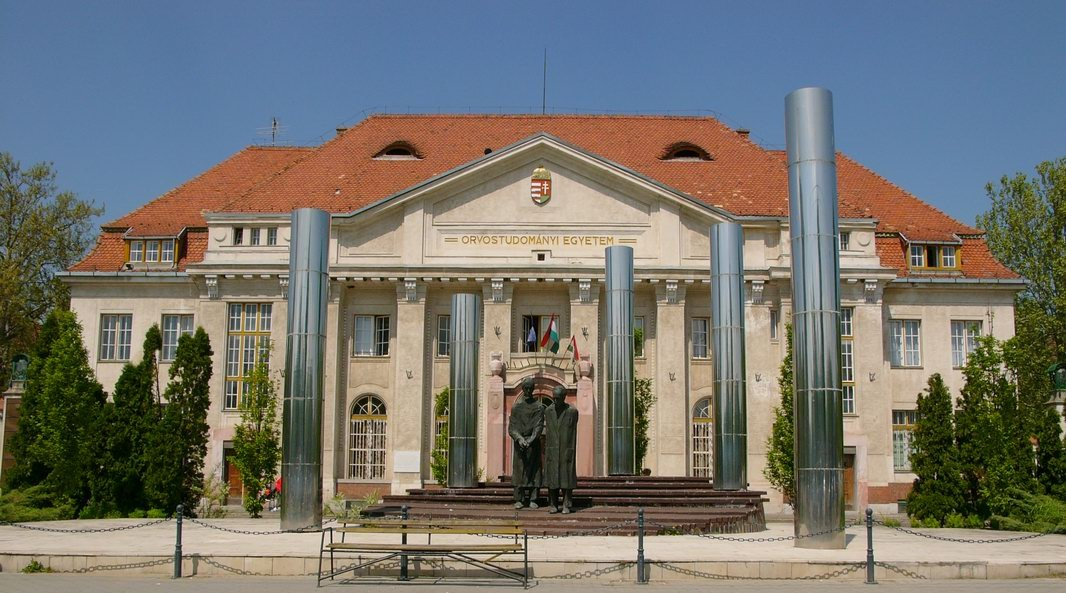
ساختمان دانشگاه دبرتسن

دانشگاه دبرتسن در میان دانشگاه‌های جهان دارای رتبه میان ‎۶۰۱–۶۵۰ است. همچنین رتبه سوم را بین دانشگاه‌های مجارستان کسب کرده‌است.

## دانش آموختگان برجسته
- آلفرد رنیی: ریاضی‌دان (‎۱۹۲۱–۱۹۷۰)
- ایمره لاکاتوش: ریاضی‌دان و فیلسوف (‎۱۹۲۲–۱۹۷۴)

## نگارخانه

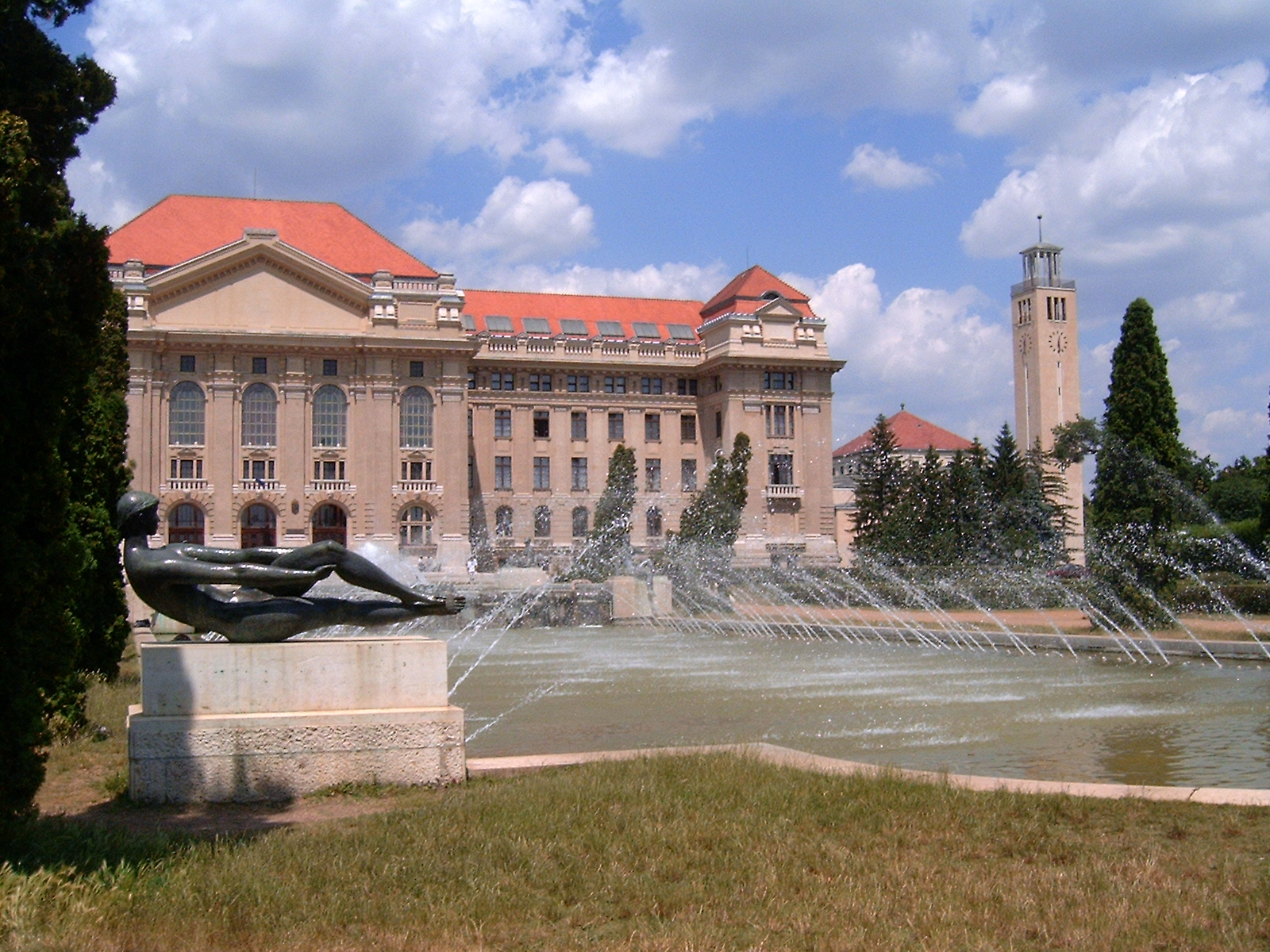
ساختمان اصلی دانشگاه -گشایش در ۱۹۳۲
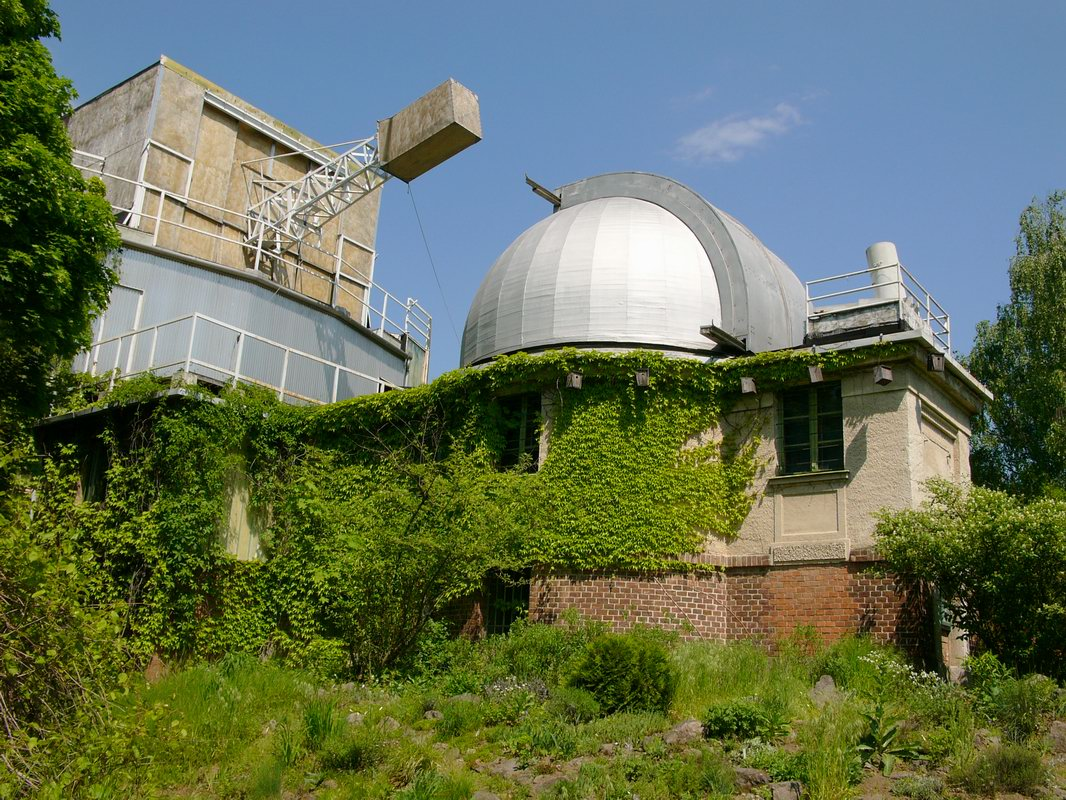
رصدخانهٔ دانشگاه
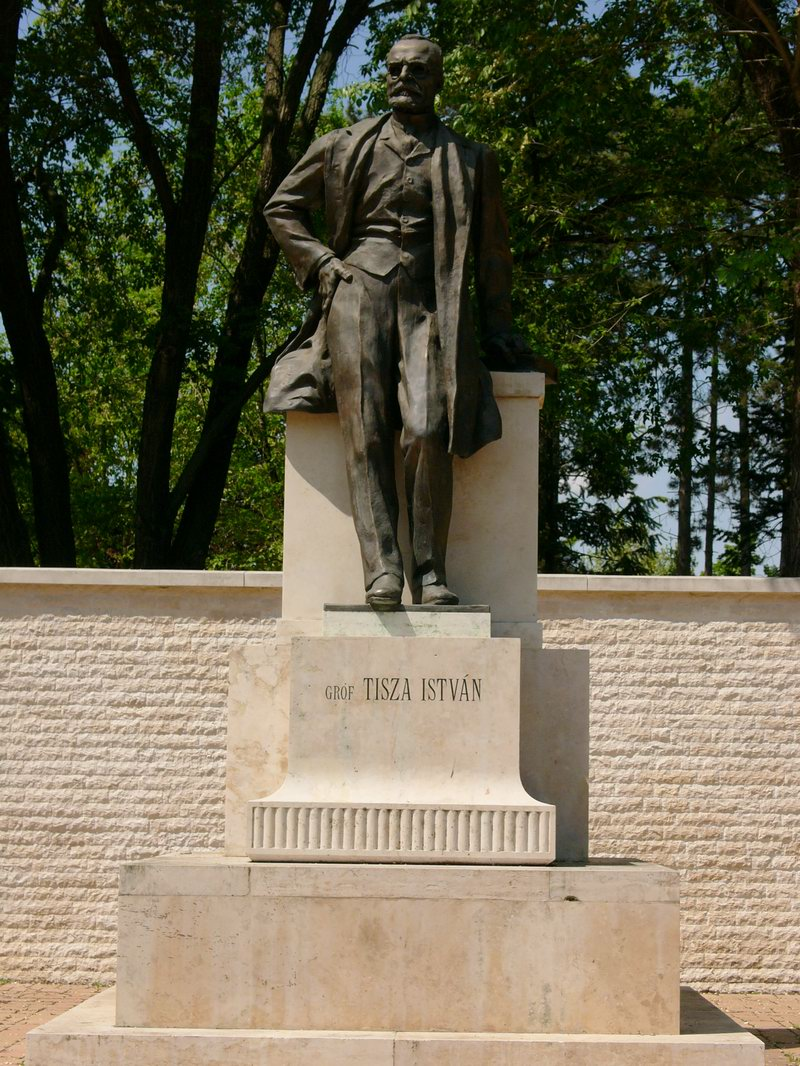
مجسمهٔ ایشتوان تیسا